# Google Trends
Google Trends est un outil issu de Google Labs permettant de connaître la fréquence à laquelle un terme a été tapé dans le moteur de recherche Google, avec la possibilité de visualiser ces données par région et par langue. 

## Présentation
L'analyse des recherches effectuées par les internautes permet d'observer précisément les inquiétudes et interrogations de la population. 
Le service affiche une courbe représentant l'évolution du nombre de recherches du terme en fonction du temps. La courbe n'indique pas un nombre de recherches absolu mais une proportion entre 0 et 100, où 100 représente la quantité maximale d'utilisation du terme dans la période et le lieu définis. Google Trends ne permet donc pas de connaître le volume d'une recherche, seulement de visualiser l'évolution de sa popularité. L'échelle du temps remonte jusqu'au 1er janvier 2004 et va jusqu'à environ deux jours avant le jour actuel, les mises à jour étant très rapides.
L'utilisateur a également accès à des actualités associées à la courbe, lui permettant de tirer des conclusions sur l'influence d'un tel évènement sur l'intérêt que portent les internautes à son sujet. Par exemple, la campagne présidentielle française de 2007 a provoqué un pic dans les recherches du terme « Nicolas Sarkozy » entre mars et mai 2007. De même, juste après la mort de Michael Jackson, ce dernier a aussi connu une grande augmentation de recherches portant sur lui. Ce dernier cas permet par ailleurs d'illustrer le fait que Google Trends indique une tendance et non un volume. En dehors du pic atteint en 2009 lors de la mort du chanteur, la courbe est très basse (entre 2 et 5%). Il serait pourtant erroné d'en déduire que le nom « Michael Jackson » est globalement peu recherché. La hausse du nombre de recherches à l'occasion de sa mort fut si importante que, en proportion, les périodes avant et après 2009 apparaissent automatiquement très faibles.
Le service détaille aussi les recherches les plus souvent liées au terme et une carte permet de voir les régions où l'expression est la plus recherchée, à l'échelle mondiale, nationale et régionale, ainsi que par villes. Il est possible d'entrer jusqu'à 5 termes et ainsi comparer leur évolution. 
Les statistiques en temps réel sur le moteur de recherche Google ont trouvé de multiples applications avec, par exemple, l'évolution de la grippe en France et dans le monde (Google Flu Trends), ou les élections présidentielles.

## Histoire
En août 2009, le service de Google Tendances des recherches est traduit en français et se dote de quelques nouveautés, comme des prévisions pour certaines requêtes. « Google Tendances des recherches examine les valeurs antérieures pour les termes que vous avez entrés. Le système se base ensuite sur ces valeurs pour extrapoler les valeurs futures et obtenir ainsi une prévision des tendances de recherche pour les termes correspondants. ».
Le 27 septembre 2012, Google Tendances des recherches, service lancé le 6 août 2008 et qui est en fait une amélioration de Google Trends, est fusionné avec Google Trends et présenté avec une nouvelle interface graphique.